# Techno-populismus

Jak je definováno Nolanovým grafem, v levém dolním rohu se nachází populismus (a totalitarismus)

Techno-populismus je buď populismus ve prospěch technokracie, nebo populismus týkající se určité technologie – obvykle informační technologie – nebo jakékoli populistické ideologie založené na využívání digitálních médií. Mohou jej využívat jednotliví politici nebo celá politická hnutí. Podobnými pojmy užívanými stejným způsobem jsou technokratický populismus, technologický populismus a kyber-populismus. Italské Hnutí pěti hvězd a francouzská La République En Marche! jsou považovány za techno-populistická politická hnutí.

## Etymologie slova
Termín techno-populismus je buď jazyková kontaminace slov technologie a populismus pro vytvoření společného významu, nebo jazyková kontaminace využívající slova technokracie a populismus. Bylo zjištěno, že širší definice techno-populismu nebere v úvahu místní varianty techno-populismu, což má za následek, že „empirická práce o populismu se téměř vždy vztahuje na konkrétní země nebo světové regiony. To je částečně nezbytné vzhledem k nákladům a obtížím mezistátních a meziregionálních srovnání a často se specifikace národních a regionálních projevů populismu považuje za nekonkrétní. To znamená, že populistická literatura není tak souhrnná, jak by měla být, a je náchylná ke klamu výjimek.“ Techno-populismus nebo technologický populismus může mít také význam použití moderních digitálních technologií pro populistické účely. Nejnovější používání slova je podobné kyber-populismu.
Běžně používaná definice technologie je „aplikace vědeckých poznatků pro praktické účely, zejména v průmyslu“, zatímco definice populismu, kterou zastává většina akademiků, je „politický přístup, který se snaží oslovit obyčejné lidi, kteří mají pocit, že jejich obavy jsou přehlíženy vládnoucími skupinami“. Ve vztahu k těmto dvěma definicím byl techno-populismus popsán jako „politická ideologie, se kterou sympatizuje skupina lidí, kteří se obávají vlastního nedostatku moci a možnosti se podílet na politickém a ekonomické diskurzu svého národa, který je prezentován prostřednictvím technologických znalostí.“ Techno-populismus lze definovat jako svébytnou, nejasnou ideologii s různým použitím v akademické sféře, přičemž někteří akademici tento termín odmítají a jiní jej používají ke zkoumání nárůstu populistických projevů na internetu.
Příchod techno-populismu má za následek snižování kvality současné demokracie tím, že zužuje horizont možností. Hnutí ve většině případů poukazují na to, že techno-populisté nikdy netvrdí, že jsou revoluční a přinesou změnu. Místo toho mají v úmyslu dělat jen to, co již existuje, lépe. Například Giovanni Bello ve svém článku zdůrazňuje, že globalizace a technologický pokrok vytvořil fenomén techno-populismu spojením technokracie a populismu, který proměňuje dnešní liberální demokracii, protože se hlásí k větší větší legitimitě, respektive větší efektivitě. Obecně se politická techno-populistická hnutí přiklání k „antisystémové" a "protiestablishmentové“ rétorice vedené prostřednictvím digitálních prostředků. Hnutí vychází ze zaměření na společenské štěpení, jako je nerovnost a hospodářský úpadek. Různorodá škála hnutí podél politického spektra naznačuje, že techno-populismus může jako nástroj využít jakákoli ideologie, která se prezentuje jako strana pro „lidi”.

### Technokratický populismus
Technokratický populismus je kombinací technokracie a populismu, který spojuje voliče s lídry prostřednictvím odborníků a je orientován na výsledky. Technokratický populismus nabízí řešení přesahující pravicově-levicové dělení politiky, která zavádějí technokrati a přináší prospěch běžným lidem. Důrazy technokratismu na odbornost a populistické oslovování „lidu“ se staly hlavními pilíři politické soutěže v zavedených demokraciích po celém světě. Příklady politiků v západní Evropě, kteří uplatnili technokratický populismus, jsou Giuseppe Conte a Emmanuel Macron, zatímco Ciudadanos, Corbynism, Podemos a M5S jsou příklady obdobných politických hnutí. Techno-populismus ve smyslu technokratického populismu je někdy nazýván techno-fašismus, kde se politická práva získávají pouze díky technickým vědomostem. Techno-fašismus je pojem, který zavedl Janis Mimura k popisu autoritářské vlády technokratů.

### Technologický populismus
Technologický populismus je rozpoznán v případě blockchainových platforem, které využívají narativ posílení postavení  obyčejných lidí prostřednictvím decentralizovaného rozhodovacího procesu, umožnění anonymity transakcí, zajištění důvěry bez třetích stran a boj proti monopolu finančního systému, pokud jde o nabídku peněz. Technologický populismus neodděluje politiku a technologii, popírá důvěru v odborníky a přesouvá technologické rozhodování do veřejné sféry. Podle Marca Deseriise je techno-populismus ve smyslu technologického populismu přesvědčením, že lidové samosprávy lze dosáhnout pomocí digitálních médií:
Techno-populismus je přesvědčení, že „vláda lidu, lidem a pro lid“(Lincoln 1953 [1863]) je dosažitelná pomocí informačních a komunikačních technologií. [. . . ] Techno-populismus lze také chápat ve foucaultovském pojetí jako vznikající diskurs (Foucault 1972), tedy jako soubor znalostí, norem, postojů a praktik, které vznikají hybridizací dvou již existujících diskurzů: populismu a technolibertarianismu. Přestože jsou tyto diskurzivní praktiky historicky oddělené, tvrdím, že se začaly sbližovat po globální finanční krizi v roce 2008, kdy rozšířená frustrace ze špatného řešení krize vládnoucími představiteli vyvolala mezinárodní protestní hnutí a podnítila vznik nové generace „technostran“ jako je Hnutí pěti hvězd v Itálii, Podemos ve Španělsku a Pirátská strana na Islandu.
Některé zdroje používají slovo kyber-populismus jako synonymum pro technologický populismus související s aplikací informačních technologií pro státní správu a dokonce identifikují dvě jeho varianty:

- techno-plebiscitarianismus, který se projevuje v tendenci narušit princip plurality.
- techno-proceduralismus, který se projevuje v posedlosti metodami a relativním zanedbávání podstatných požadavků přesahujících pouhý požadavek demokracie 2.0

## Dějiny
Spojení populismu a technologie do podoby techno-populismu je ve světové ekonomice a politice novým fenoménem, který se rozvíjí od konce 20. století až do současnosti. Podle Daniela Caramaniho „populismus byl přítomen v politických procesech od Platónova pojetí politiky a římské republiky až do moderní doby. Dokonce i s rozvojem zastupitelské demokracie a stranických vlád po národní a průmyslové revoluci v 19. století populismus a technokracie také nadále fungovaly v souladu s těmito ideály“
S příchodem internetu a jeho běžného používání v 21. století se techno-populistická hnutí rozšířila zejména díky sociálním médiím, protože nezávislé informace o populistických hnutích lze rychle sdílet a mohou být zhlédnuta miliony lidí. To představovalo pro populistickou politiku možnost přístupu k publiku prostřednictvím možností masového propojení skrze sociální média, která byla před nástupem digitálního věku nedostupná. Komunikace a digitální média, které poskytl technologický pokrok, rovněž poskytly nové příležitosti pro politické zapojení občanů do účasti na demokratických procesech a v konečném důsledku k vytvoření nové veřejné sféry zaměřené na diskurzivní a participativní praktiky.
Jak populismus, tak demokracie jsou dnes rozšířené v různých částech světa, ale díky rozvoji technologií si internetová populistická hnutí všechna současně vytvořila určitou přítomnost v komunikaci na internetu navzdory rozdílným problémům v regionálním kontextu. Stojí za zmínku, že techno-populismus vzkvétá ve všech částech světa, ale to spíše souvisí s rozšířením internetu během posledních dvou desetiletí stejně jako se šířením populistických ideologií. Daniel Caramani tvrdí, že „Techno-populistická aktivizace není omezena na regionální oblasti, ale může se prosazovat v určitých tématech, kterým se buď záměrně nebo neúmyslně nevěnuje vláda“.

## Technokraticky a technologicky populistická aktivizace podle regionů

### Severní Amerika

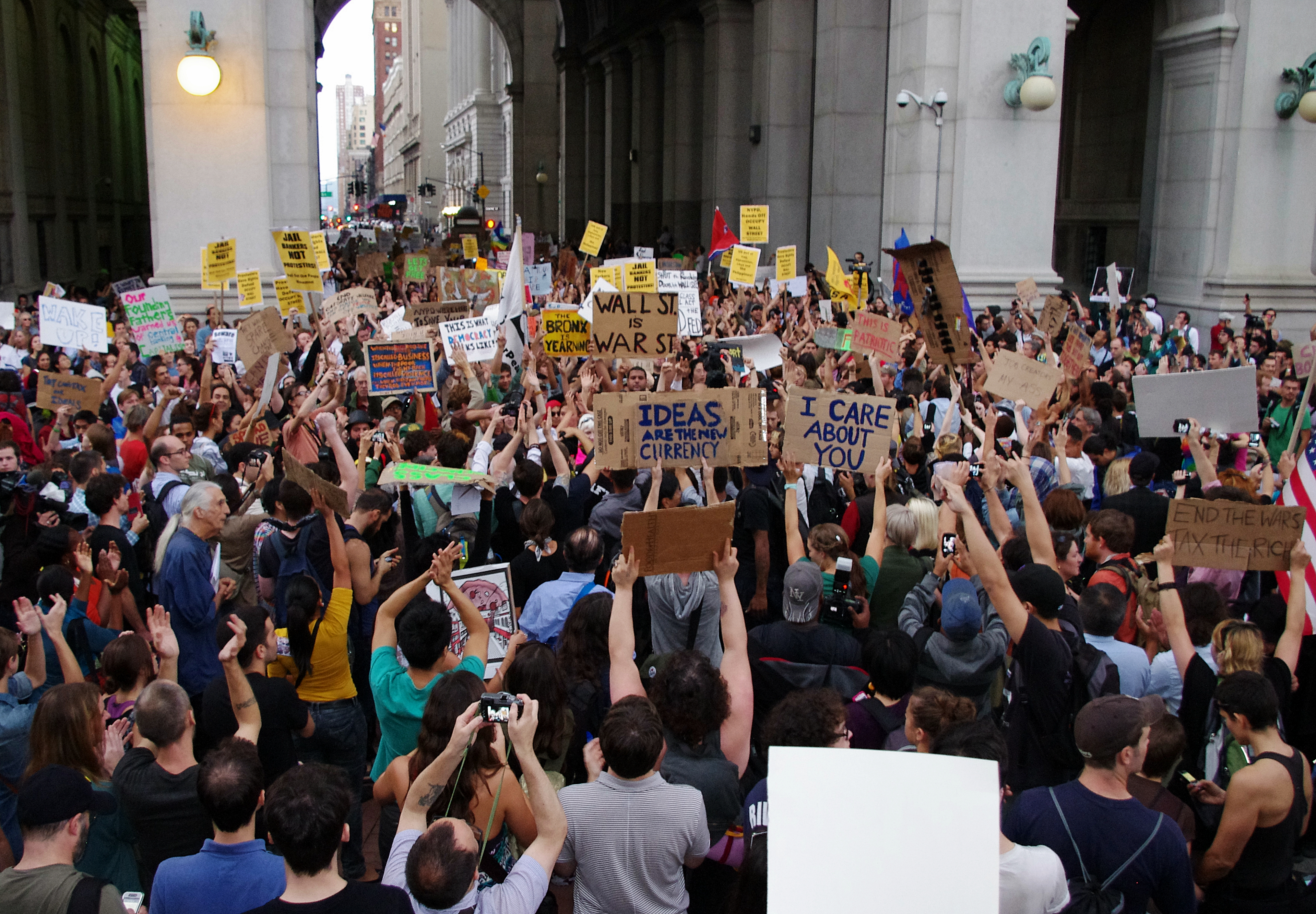
Den 14. okupace Wall Street, 30. září 2011, Shankbone 47

Ve Spojených státech zaznamenal techno-populismus v posledním desetiletí rozvoj v důsledku odporu proti neokonzervatismu a korporativistickým hodnotám, které prezentovalo velké množství politických stran navzdory radikálním změnám v ekonomických a sociálních otázkách. Zejména finanční krize v letech 2007–2008 vedla k nárůstu odporu proti „vrchnímu 1%" ze strany "spodních 99%“. V reakci na velkou recesi vznikla hnutí, která měla upozornit na rostoucí ekonomické problémy, a hnutí Occupy a Tea Party byla techno-populistická hnutí, která se zasazovala o změnu. Populistický přístup hnutí Occupy se pravidelně odvolával na to, že jeho „lidé“ jsou takzvanými „spodními  99% “, zatímco oni se postavili ekonomickým a politickým „elitám z Wall Street“.
V Kanadě lze za populistickou stranu považovat pouze Reformní strana, jejíž prvotní a dlouhodobý apel směřoval k "lidu" oproti "elitě". Skutečnost, že identita lidu i elity v diskurzu Reformní strany se nápadně rozcházela s identitou chápanou ve většině severoamerických populistických dějin a projevů, bylo pro výraznou roli Reformní strany v kanadské politice zásadní. Vzhledem k tomu, že byla v roce 2000 rozpuštěna, nevyužívala způsobů digitální komunikace k podpoře svého politického hnutí. Nedávným příkladem techno-populistického hnutí, které vzniklo v důsledku zpětné reakce na videa a zprávy šířené na sociálních sítích, jsou protesty "žlutých vest" v Kanadě. Různé aspekty populistických hnutí se v posledním desetiletí stále objevují jak v kanadské vládě, tak v sociálních hnutích a na rozvoji tohoto trendu se podílela i role technologie, která lidi s těmito cíli spojuje.

### Evropa

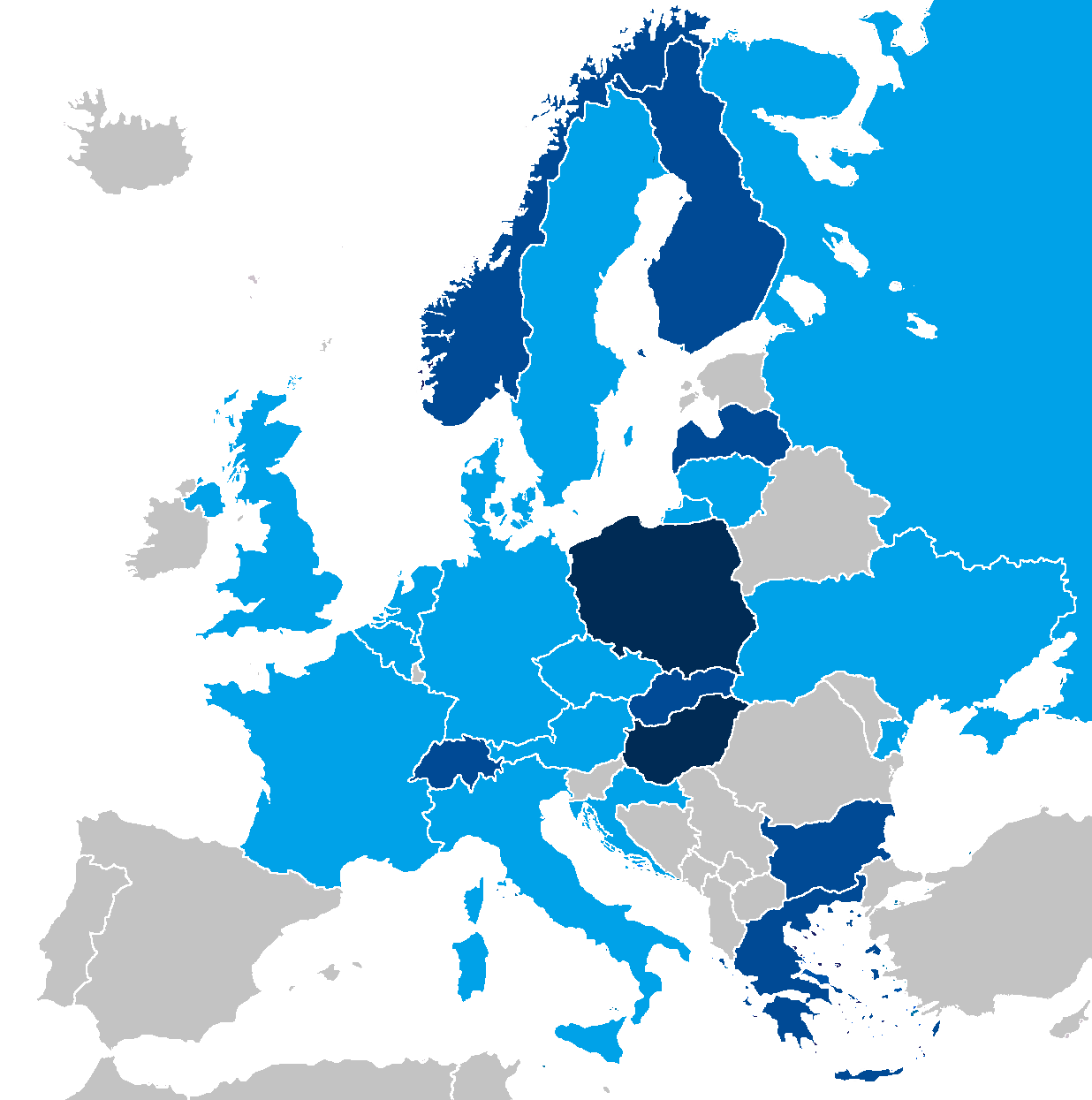
Pravicově populistické strany v evropských národních parlamentech (říjen 2017)

V Evropě je techno-populismus hnutím propojených jednotlivců, které usiluje o uzákonění, aby občané národa hráli rozhodující roli při vytváření celku vedoucí technokratické politické organizaci a i organizací bez představitele. Techno-populistická hnutí jsou v evropské politice přítomná od nástupu internetu, ale existovala i před ním s jinými jmény a způsoby veřejné kampaně. Hnutí s výjimkou některých středomořských populistických hnutí z počátku roku 2010 tíhnou ke spojení s nacionalismem. Techno-populistické vzory jako Tony Blair a Emmanuel Macron, stavěly svoje programy do národních rámců ("New Labour, New Britain" a Macronův republikanismus). Tento vztah je důležitý, protože novější techno-populisté, jako je Boris Johnson, dokázali propojení nacionalismu a techno-populismu účinně využít ve svůj politický prospěch. K nejnovější generaci techno-populistických stran v Evropě patří levicová protiváha ke korupci a k rostoucí třídě ekonomické elity z Hnutí pěti hvězd v Itálii, Podemos ve Španělsku a Pirátské strany na Islandu. Zatímco v celé Evropě došlo také k nárůstu pravicových euroskeptických stran od Alternativy pro Německo v Německu po Národní shromáždění ve Francii a Italskou Národní alianci, které získaly parlamentní křesla jak ve svých zemích, tak v Evropském parlamentu. Díky rozšíření zájmových skupin a kampaní na sociálních sítích se techno-populistickým stranám podařilo shromáždit stoupence a rozšířit své poselství mezi veřejnost. Na přelomu let 2018 a 2019 se ve Francii proti Emmanuelu Macronovi postavilo hnutí žlutých vest v souvislosti se zdražováním benzínu. Podle Adama Nossitera „na rozdíl od jiných nacionalistických hnutí se hnutí žlutých vest snažilo řešit nerovnosti týkající se ekonomické třídy a neschopnost Francouzů z dělnické třídy platit provozní náklady svých aut.“.Hnutí žlutých vest bylo jedinečné, co se techno-populistické hnutí týká, ve svém prosazování třídní rovnosti, zatímco ostatní strany po celé Evropě se zaměřovaly na prezentaci „lidu“ na základě jejich nacionalistické identity, ale přesto využívalo společný trend šíření virálních videí svého hnutí k propagaci své věci.
V současné době ve střední Evropě italská Národní aliance a Liga severu drží mnohá parlamentní křesla pomocí využívaní techno-populistické rétoriky k dalšímu oslovení voličů. Na rozdíl od jiných regionů sdílí velké množství populistických politických stran v Evropě euroskeptický program. Uvádí se, že „tyto pravicově populistické strany se sdružily za rakouskou vládou, aby protestovaly proti domnělému nelegitimnímu a pokryteckému vměšování EU do vytvoření vlády, jejíž součástí byla i populistická radikální strana v Rakousku“, zatímco tvrdí, že podobným sestavením vlády, které zůstalo Evropskou unií nepotrestáno, bylo vytvoření koalice Silvia Berlusconiho s Národní aliancí Gianfranca Finiho a Ligou severu Umberta Bossiho. Právě z toho Mudd vyvozuje, že když se „nadnárodní instituce snaží přijmout sankce založené na demokratických principech, nejsou schopny překonat národní mocenské asymetrie, aniž by populistickým silám poskytly větší legitimitu“.
Zatímco v jižní Evropě prokázalo techno-populistické Hnutí pěti hvězd v Itálii svou přízeň lidu tím, že získalo téměř „25 procent z celkového počtu hlasů“. Podobně jako jiné populistické strany se dali dohromady za aktivizaci „lidu“, aby se postavili proti tomu, co považovali za „zkorumpovanou politickou vrstvu, která neupřednostňuje vůli lidu před svými vlastními zájmy. Bývalý italský premiér Giuseppe Conte, který zemi vedl zemi v letech 2018 až 2021, byl často označován za techno-populistu.

### Česká republika
Příkladem technokraticky populistického hnutí v České republice je politické hnutí ANO 2011. Hnutí klade důraz na efektivitu, Andrej Babiš, předseda hnutí, se prezentuje jako úspěšný podnikatel, který chce „řídit stát jako firmu.“ Ostatní strany hnutí popisuje jako „plné lidí, kteří pouze diskutují a nic neřeší" (Andrej Babiš označil parlament za „žvanírnu“) a zkušení politici v těchto stranách jsou pouze výjimkou. Toto se protíná i do populistické části hnutí. ANO se staví proti politickým elitám a prezentuje se jako politické hnutí pro všechny. S tímto souvisí i způsob, kterým ANO komunikuje s občany. Komunikace s občany probíhá v obou směrech. Hnutí se snaží navodit dojem, že naslouchá lidem a jejich selskému rozumu, Andrej Babiš se často setkává s lidmi a v roce 2016 ANO spustilo projekt Chceme lepší Česko, na jehož stránkách vybízí občany, aby mu sdělili, co chtějí a čeho se obávají. Tyto principy se objevují i v heslech ANO, např. „Jsme schopný národ, jen nás řídí nemehla.“

### Asie

Protestující v Adenu, Al Mansoora během arabského jara 2011, kteří požadují odtržení jižního Jemenu od severního.(říjen 2011)

V celé Asii existují dva hlavní politické systémy a to demokratické a autoritářské států. Zatímco státy střední a východní Asie si udržují stálý politický řád tím, že ve svých zemích zajišťují autokratické nebo ekonomické vedení, v jihovýchodní Asii došlo k největšímu nárůstu populistické a techno-populistické aktivizace. Tvrdilo se, že „když bohatší vrstvy hledají změnu ve vedení, často podporují silné muže, jako jsou vojenští diktátoři, oddaní zachování nerovností a zavedeným elitám. Když ve volbách v jihovýchodní Asii zvítězí autokraticky smýšlející populisté, vyšší a vyšší střední třída se v zemích jako Thajsko a Filipíny často brání tím, že populisty svrhnou prostřednictvím převratů nebo de facto pučů“ Na Blízkém východě bylo Arabské jaro roku 2011 hnutím, které bylo techno-populistické ve svém šíření politického povědomí, avšak spíše než o populistické hnutí šlo o vzpouru proti autoritářským vládám.

### Afrika
Populistická hnutí v Africe se primárně točila kolem schopnosti afrických vlád řešit různé krize s pitnou vodou, energetikou, sběrem odpadu, dostupností bydlení a cenovou dostupností jídla. Od počátku 21. století se zambijská politická scéna proměnila díky opoziční straně známé jako Vlastenecká fronta vedená Michaelem Satou. Populistické strany se také účastnily prezidentských voleb v Keni, Jihoafrické republice a Zambii, kde využívaly nespokojenosti chudého městského a venkovského obyvatelstva k ovlivnění voleb, ale jejich používání digitálních médií k rozšíření svého vlivu je méně výrazné než v jiných regionech.

## Kyber-populismus podle regionů

### Severní Amerika
Techno-populismus byl přítomen v hnutí Tea Party, které se zaměřovalo především na producentismus jako metodologii odporu proti "elitě". Toto hnutí bylo stranicky proti demokratické administrativě prezidenta Baracka Obamy. Bylo považováno za techno-populistické hnutí, protože ho organizovali „lidé“ s malými politickými zkušenostmi a hnutí využívalo sociální média ke snížení nákladů spojených se získáváním nových politických příznivců. Využití sociálních médií také vytvořilo demokratické fórum, kde jednotlivci mohli diskutovat o politických myšlenkách mimo stranickou politiku a také spojit své aktivní příznivce. V politických hnutích může být zvýšená komunikace a diskurz také zkázou techno-populistických hnutí podobně jako „Jednotlivci, kteří opustili Florida Tea Party Movement (FTPM), připisovali svůj odchod sociálním médiím, přestože všichni respondenti byli zpočátku nadšeni otevřenou síťovou strukturou sociálních médií, protože maximalizovala vzájemnou komunikaci mezi nadšenci FTPM“.

### Evropa
Hnutí pěti hvězd se snažilo reprezentovat názory občanů prostřednictvím internetového hlasovacího a diskusního portálu pro přímou demokracii na internetu, který byl zároveň ztělesněním technokracie. V roce 2018 si Hnutí pěti hvězd udrželo křesla v parlamentu, ale hlavně díky tomu, že se spojilo s koalicí Ligy Mattea Salviniho, další techno-populistickou stranou, která oslovuje italské voliče, kteří jsou nespokojeni nárůstem imigrace s prudce rostoucí popularitou Salviniho programu "Itálie na prvním místě" především na internetu. Někteří kritici mezitím prohlásili, že „neúspěchy postihující M5S, ukazují problémy, kterým čelí netradiční populistické strany, jež vyrůstají po celé Evropě při přerodu z bouřlivých protestních hnutí ve vyspělé vládce“.

### Jižní Amerika

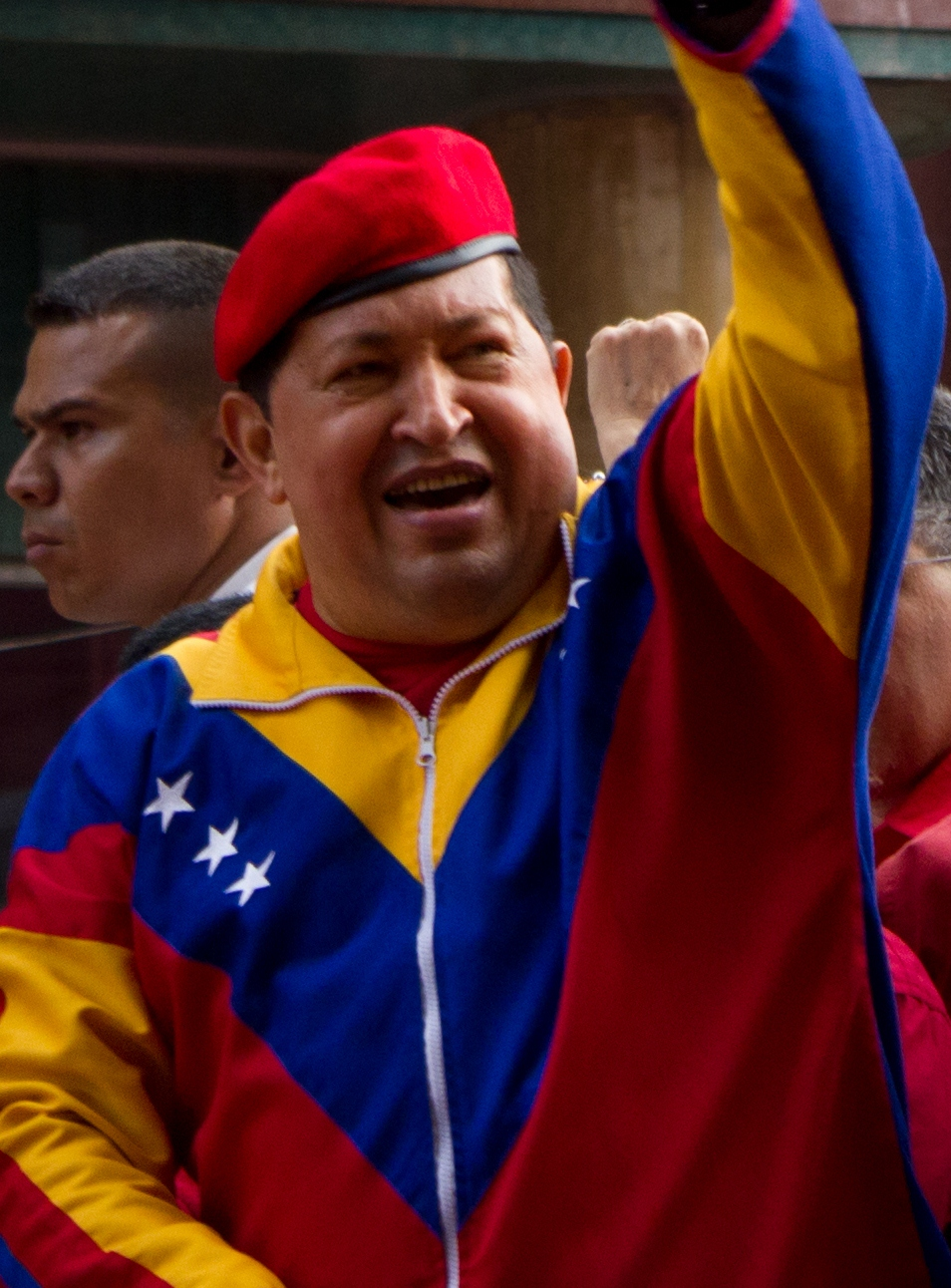
Hugo Chávez

V nedávných politických cyklech v Jižní Americe využívali političtí outsideři populismus a antisystémový apel ke schvalování nových politických programů a změn dosavadních režimů. Regionální vzedmutí techno-populismu v Latinské Americe nemají jednotnou politickou identitu a vyskytují se na levé i pravé straně politického spektra. Mnozí vůdci těchto hnutí dokázali prostřednictvím prostředků techno-populismu vyjádřit své politické názory v online prostředí, aby pak vnesli velkou různorodost a politickou nejistotu v oblasti demokratických systémů. Nástup internetu a sociálních médií zvýšil hlasy populistických hnutí v celé Jižní Americe, včetně politických systémů v Bolívii, Ekvádoru a Venezuele. Mezi významné příklady techno-populistických vůdců patřili Hugo Chávez ve Venezuele, Rafael Correa v Ekvádoru, Evo Morales v Bolívii a Daniel Ortega v Nikaragui.
K techno-populistickému hnutí v jihoamerické politice patřil v minulosti venezuelský prezident Hugo Chávez s jeho Sjednocenou socialistickou stranu Venezuely. Jeho politika má populistické poselství, neboť navrhuje přerozdělit bohatství Venezuelanů, aby odměnil spojence v jiných zemích regionu, jako je Bolívie a Ekvádor, a oslabil tak americký vliv v Latinské Americe. Svými výroky o „lidu“ a označováním svých politických oponentů za „poskoky imperialismu“ Hugo Chávez demonstruje některé prvky své populistické ideologie. Právě jeho využívání internetu k posílení svého image mezi venezuelskými občany v roce 2006 vedlo Hawkinse k návrhu, že Hugo Chávez je populistický vůdce s technokratickými sklony. Latinskoamerický levicový populismus je popisován snahou o přetvoření demokracie prostřednictvím prosazování postojů, které jsou stále důležitější pro „lidi“ na rozdíl od různých osob ze společnosti. Současný populismus nejenže mění význam samotné myšlenky demokracie v Latinské Americe, ale spíše zahajuje otevřenou a odbornou diskusi o slabinách neoliberálních Spojených států amerických a jejich politickém dopadu na Latinskou Ameriku v posledních desetiletích. Tvrdí se, že „dlouhodobé přetrvávání státních problémů v podmínkách demokratické vlády bude mít v mnoha zemích pravděpodobně nepříznivý vliv na důvěru veřejnosti v základní státní instituce. Nicméně se tvrdí, že latinskoamerické země se silným stranickým systémem a pevnými politickými orgány se mohou vyhnout populistickým tlakům, protože v těchto případech řádné fungování institucí demokratické zastoupení ponechává malý prostor pro (opětovný)příchod populismu“.

### Oceánie
V Austrálii je stále preferován systém dvou stran, ale od finanční krize v letech 2007–2008 roste počet menších stran, které získávají zastoupení v obou komorách parlamentu. Podle slov Hogana Warra „nejčastější rétorikou, která se v Austrálii používá, je, že ekonomické a politické špičky získávají prospěch na úkor veřejnosti“. Některé techno-populistické strany použily online média k oslovení svých voličů, včetně strany Pauline Hanson One Nation a strany United Australia Party, která ve federálních volbách v roce 2016 získala parlamentní zastoupení v australském Senátu. Na Novém Zélandu byl „minulý premiér z let 1975 až 1984 Robert Muldoon uváděn jako populistický vůdce, který oslovil obyčejné lidi a ve volbách v roce 1975 použil kampaň založenou na své osobnosti“. 